# Parigi-Camembert 1971
La Parigi-Camembert 1971, trentaduesima edizione della corsa e valida come evento del circuito UCI categoria CB1.1, si svolse il 13 aprile 1971. Fu vinta dal francese Gérard Moneyron.

## Ordine d'arrivo (Top 10)
| Pos. | Corridore                | Squadra                   | Tempo |
| ---- | ------------------------ | ------------------------- | ----- |
| 1    | Gérard Moneyron          | Fagor-Mercier-Hutchinson  |       |
| 2    | Jacques Botherel         | Hoover-De Gribaldy-Wolber |       |
| 3    | Jacques Cadiou           | Fagor-Mercier-Hutchinson  |       |
| 4    | Jean-Pierre Genet        | Fagor-Mercier-Hutchinson  |       |
| 5    | André Mollet             | Peugeot-BP-Michelin       |       |
| 6    | Patrick Sercu            | Dreher                    |       |
| 7    | Jean-Pierre Danguillaume | Peugeot-BP-Michelin       |       |
| 8    | Gilbert Bellone          | Sonolor-Lejeune           |       |
| 9    | Michel Périn             | Fagor-Mercier-Hutchinson  |       |
| 10   | Ferdinand Julien         | Peugeot-BP-Michelin       |       |